# Dolné Mladonice
Dolné Mladonice jsou obec na Slovensku v okrese Krupina. Žije zde 126 obyvatel.
První písemná zmínka o obci pochází z roku 1391. V obci se nachází jednolodní římskokatolický kostel svatých Andělů strážných z roku 1925. 